# 목소리-사회민주주의
목소리-사회민주주의(슬로바키아어: Hlas – sociálna demokracia) 또는 흘라스(Hlas)는 슬로바키아의 사회민주주의 정당이다.
2020년 총리와 국회의장을 맡았던 페테르 펠레그리니가 주축이 되어 방향-사회민주주의에서 떨어져나와 창당되었다. 친러 성향을 보이는 방향과 달리 친유럽 성향을 보이고 있다. 2023년 총선 후 방향, 슬로바키아 국민당과 함께 연립정부를 구성하였다.